# Boda (Zentralafrikanische Republik)
Boda ist eine Stadt in der Präfektur Lobaye im Südwesten der Zentralafrikanischen Republik. Die Bevölkerungszahl von Boda wird für das Jahr 2012 mit 13.518 Einwohnern angegeben. Boda ist die Hauptstadt einer Unterpräfektur gleichen Namens und liegt auf einer Höhe von etwa 510 m.
Boda liegt am nördlichen Ufer des Loamé, der ein Nebenfluss des Lobaye ist.

## Verkehr und Infrastruktur
Boda liegt an der Route Nationale 6, die im Westen an der Grenze zu Kamerun beginnt und über Berbérati und Carnot nach Boda und von dort weiter nach Osten bis in die Hauptstadt Bangui führt.

## Geschichte
Die Missionsstation Saint Michel de Boda wurde 1938 gegründet. Sie gehört zum Bistum Mbaïki. In der Stadt gibt es christliche und muslimische Stadtviertel; die muslimische Bevölkerung wird auf etwa 10.000 geschätzt.

### Bürgerkrieg
Nachdem Präsident Michel Djotodia, der mit Hilfe der Séléka-Rebellen an die Macht gekommen war, im Januar 2014 zurücktrat und ins Exil ging, zogen sich Séléka-Kämpfer aus der Hauptstadt zurück und griffen die Stadt Boda an. Es starben 75 Personen, hauptsächlich Christen.
Im Zuge der Präsidentschaftswahl in der Zentralafrikanischen Republik 2020/21 kam es landesweit zu Angriffen von Rebellengruppen auf Städte in der Zentralafrikanischen Republik. Im Dezember 2020 vertrieb die Rebellengruppe CPC die staatlichen Organe aus Boda. Die Bevölkerung floh in den Busch und hinterließ eine Geisterstadt. Im Januar 2021 wurde Boda von Soldaten der Regierungsarmee, des ruandischen MINUSCA-Kontingents und der russischen Gruppe Wagner zurückerobert.